# جانيت فوكس
جانيت فوكس (بالإنجليزية: Janet Fox)‏ هي ممثلة أمريكية، ولدت في 12 يونيو 1912 في شيكاغو في الولايات المتحدة، وتوفيت في 22 أبريل 2002 في بالم بيتش في الولايات المتحدة.

## وصلات خارجية
- جانيت فوكس على موقع IMDb (الإنجليزية)
- جانيت فوكس على موقع قاعدة بيانات برودواي على الإنترنت (الإنجليزية)